# Edmund H. Hansen
Edmund H. Hansen (Springfield, 13 novembre 1894 – Orange, 10 ottobre 1962) è stato un effettista statunitense e ingegnere del suono.
È stato responsabile del dipartimento sonoro della Fox e successivamente della 20th Century Fox.
Ha vinto 2 premi premi Oscar ed ha ricevuto altre 12 nomination nelle categorie Oscar al miglior sonoro e Oscar ai migliori effetti speciali. La vittoria e le nomination al premio Oscar ai migliori effetti speciali in realtà gli sono stati assegnati per il suo lavoro sul sonoro, in quanto in quegli anni le due categorie non erano ancora separate.

## Riconoscimenti
L'anno si riferisce all'anno della cerimonia di premiazione.
- 1935
  - Candidato Oscar al miglior sonoro insieme alla Fox Studio Sound Department per Angeli del dolore (The White Parade)
- 1936
  - Candidato Oscar al miglior sonoro insieme alla Fox Studio Sound Department per Thanks a Million
- 1937
  - Candidato Oscar al miglior sonoro insieme alla Fox Studio Sound Department per La canzone del fiume (Banjo on My Knee)
- 1938
  - Candidato Oscar al miglior sonoro insieme alla Fox Studio Sound Department per L'incendio di Chicago (In Old Chicago)
- 1939
  - Candidato Oscar al miglior sonoro insieme alla Fox Studio Sound Department per Suez
- 1940
  - Oscar ai migliori effetti speciali insieme a Fred Sersen per La grande pioggia (The Rains Came)
  - Candidato Oscar al miglior sonoro  insieme alla Fox Studio Sound Department per La grande pioggia (The Rains Came)

- 1941
  - Candidato Oscar ai migliori effetti speciali  insieme a Fred Sersen per Alla ricerca della felicità (The Blue Bird)
  - Candidato Oscar al miglior sonoro  insieme alla Fox Studio Sound Department per Furore (The Grapes of Wrath)
- 1942
  - Candidato Oscar ai migliori effetti speciali  insieme a Fred Sersen per Il mio avventuriero (A Yank in the R.A.F.)
  - Candidato Oscar al miglior sonoro  insieme alla Fox Studio Sound Department per Com'era verde la mia valle (How Green Was My Valley)
- 1943
  - Candidato Oscar al miglior sonoro insieme alla Fox Studio Sound Department per Sono un disertore (This Above All)
- 1944
  - Candidato Oscar al miglior sonoro insieme alla Fox Studio Sound Department per Bernadette (The Song of Bernadette)
- 1945
  - Oscar al miglior sonoro insieme alla Fox Studio Sound Department per Wilson

## Filmografia parziale
- Notte di tradimento (In Old Arizona), regia di Irving Cummings e Raoul Walsh (1928) - come Edmund Hansen
- Giustizia dei ghiacci (Frozen Justice), regia di Allan Dwan (1929)
- Angeli del dolore (The White Parade), regia di Irving Cummings (1934
- La nave di Satana (Dante's Inferno), regia di Harry Lachman (1935)
- Suez, regia di Allan Dwan (1938)
- La grande pioggia (The Rains Came), regia di Clarence Brown (1939)
- Alla ricerca della felicità (The Blue Bird), regia di Walter Lang (1940)
- Furore (The Grapes of Wrath), regia di John Ford (1940)
- Il mio avventuriero (A Yank in the R.A.F.), regia di Henry King (1941)
- Com'era verde la mia valle (How Green Was My Valley), regia di John Ford (1941)
- Sono un disertore (This Above All), regia di Anatole Litvak (1942)
- Bernadette (The Song of Bernadette), regia di Henry King (1943)
- Wilson, regia di Henry King (1944)